# قندي ماسوتير
قندي ماسوتير (الاسم العلمي:Massoutiera) هو جنس من الحيوانات يتبع فصيلة القندية من رتبة القوارض.

## أنواع
هذا الجنس يضم نوع واحد غير منقرض هو:
- قندي مزابي (الاسم العلمي:Massoutiera mzabi)